# Wissen macht Ah!
Wissen macht Ah! ist eine deutsche Fernsehsendung des WDR. Die deutsche Erstausstrahlung erfolgte am 21. April 2001 im Ersten und gleichzeitig bei KiKA. Das 25-minütige moderierte Wissensmagazin wird regelmäßig ausgestrahlt und richtet sich vorrangig an Kinder ab etwa acht Jahren, spricht aber wegen des oftmals ironischen Tons der Moderatoren Shary Reeves bzw. Clarissa Corrêa da Silva  und Ralph Caspers bzw. Tarkan Bagci auch viele Erwachsene an. Das Motto der Sendung ist: Klugscheißen mit Tarkan und Clari (früher: Klugscheißen mit Shary und Ralph). Durchschnittlich werden jede Woche über 400.000 Zuschauer erreicht, einzelne Sendungen im KiKA erreichen bis zu 900.000 Zuschauer. Die Redaktion übernahm anfangs Ulrike Müller-Haupt. Seit 2012 ist Hilla Stadtbäumer für die Sendung verantwortlich, seit 2021 gemeinsam mit Christoph Reyer. Nach insgesamt 16 Jahren gab die Moderatorin Shary Reeves im Juni 2017 ihren Ausstieg aus der Sendung bekannt. 2018 übernahm Clarissa Corrêa da Silva neben Ralph Caspers die Moderation. Im September 2022 übernahm Tarkan Bagci den Moderationsposten von Ralph Caspers.

## Sendungskonzept

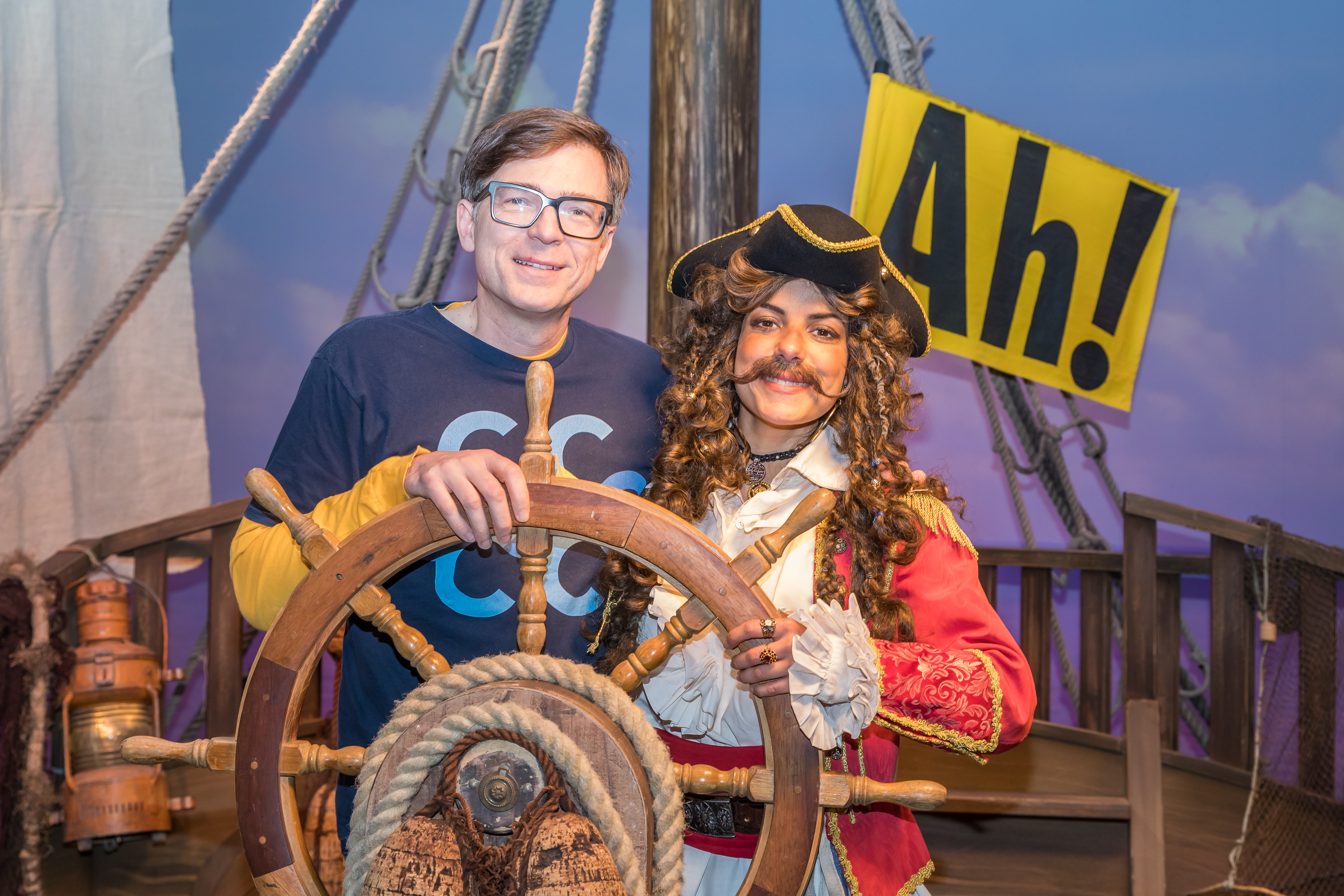
Ralph Caspers und Clarissa Corrêa da Silva

In jeder Sendung werden fünf bis sechs Fragen aus dem Alltag beantwortet, beispielsweise: Woher kommt der Begriff 'Slapstick'? oder Wie gehen „Tour de France“-Fahrer aufs Klo?.
Wissen macht Ah! ist nach Aussage der Macher „Fernsehen für Klugscheißer“. Die beiden Moderatoren führen durch die Sendung, die aus Einspielfilmen und Studio-Experimenten besteht.
Während davor jeweils sechs Filmbeiträge gezeigt wurden (30 Minuten Sendezeit), werden seit 2003 nur noch Sendungen mit fünf Fragen und fünf Antworten (ca. 24 Minuten Sendezeit) produziert. Seit Ende September 2006 werden die neuen Folgen im Breitbildformat 16:9 ausgestrahlt.
Eine kleine Besonderheit der Sendung ist es, dass die Überleitungen zu den einzelnen Beiträgen oft in anschaulichen Wortspielen erfolgen. Manchmal werden auch Sendungen ausgestrahlt, die nur ein Thema, z. B. Könige, behandeln.
Einige Sendungen haben auch besondere Vorspanne, etwa einen in schwarz-weiß, einen, bei dem das "Ah!"-Logo rot gefärbt wurde, oder einen, der in der Mitte unterbrochen wurde.
Bis 2010 wurde am Ende der Sendung der ARD-Abspann benutzt, in einigen Ausgaben im Jahr 2008 und dann permanent seit 2011 wird der Copyright in der Abspannbinde eingeblendet.

## Online-Angebot

### Bibliothek
Die Online-Bibliothek bietet, alphabetisch sortiert, Hintergrundinformationen zu Stichwörtern an. Dabei sind sowohl Erklärungen für Redewendungen und Sprichwörter (z. B. Die Arschkarte ziehen), als auch für Phänomene (z. B. Was ist Fieber?), Vorgänge (z. B. Wie wäscht Seife?) sowie Hintergrundwissen zu Begriffen (z. B. Griechische Säulen). Außerdem sind Experimente und Versuche (z. B. Schwerkraft überwinden und Wasserversuche), Bastelanleitungen (z. B. Lochsirene selber bauen), Anleitungen zu Beobachtungen (z. B. Insektenlarven beobachten) und kuriose Rezepte wie "Eigenes Blut herstellen" online abrufbar. Einträge, die ähnliche Themen oder Inhalte behandeln werden zusätzlich neben dem jeweiligen Haupteintrag mit angezeigt und können direkt angeklickt werden. Kurioses und "Das famose Experiment" haben eigene Unterrubriken und können separat innerhalb der Bibliothek durchsucht werden.

### Weitere Inhalte
- Die Rubrik "Heimkino" bietet sowohl zahlreiche Episoden ab 2004 zum direkt Ansehen an, als auch kurze Episoden "Mini-Ah!" und viele Folgen als Podcast.[23]
- Bei „Ah! – Die App“ steht die Freude am Spielen und Entdecken im Mittelpunkt. Navigieren, Zielen und Fingerspitzengefühl gehören ebenso dazu wie Rätsel lösen, Puzzeln und neues Wissen entdecken oder mit vorhandenem Wissen punkten.[24]
- Für echte Fans gibt es unter der Rubrik Team nicht nur zusätzliche Informationen zu einem Teil der Moderatoren und Macher von Wissen macht Ah!, sondern auch die Möglichkeit, sich eine Autogrammkarte zu bestellen.[25]

## Mini Ah!
Seit 2008 gibt es auch das etwa dreiminütige Mini Ah!. Diese Sendung, als Lückenfüller konzipiert, beantwortet unter anderem Fragen wie „Warum gibt es kein großes scharfes S?“, präsentiert ein Gedicht wie die „Schimpfonade“ von Hans Adolf Halbey oder stellt eine Turnübung vor wie etwa den „Gesang der Wale“. Die kleinen Beiträge von Mini Ah! sind online abrufbar.

## Bücher, Kalender und Magazin
Seit August 2011 erscheinen im Loewe-Verlag gleichnamige Bücher zur Sendung. Bis Oktober 2012 sind fünf Bände erschienen:
- GENIAh!L – Phänomenale Erfindungen mit Shary und Ralph
- EXPLOSIONSGEFAh!R – Famose Experimente mit Shary und Ralph
- MAh!LZEIT – Lecker essen mit Shary und Ralph
- WUNDERBAh!R – Verblüffende Alltagsphänomene mit Shary und Ralph
- Im März 2013 erschien der vorerst letzte Band: „Ah!-Sagen. Der Menschliche Körper“ (Hrsg. Dr. Mohsen „Mo“ Radjai, D. Mendlewitsch, Christine Gerber)

Die Bücher eins bis vier wurden von Christine Gerber, Doris Mendlewitsch und eines von Ralph Caspers herausgegeben.
Für 2007 erschien der Kalender „Wissen macht Ah!“. Von Oktober 2007 bis Januar 2009 erschien im Konradin Verlag ein monatliches Magazin zur Sendung (Wissen macht Ah! – Das Magazin für Klugscheißer).

## DVDs
Es gibt bislang vier DVDs zur Sendung mit den Überthemen „Erde“, „Wasser“, „Feuer“ und „Luft“, in denen Einspielerfilme aus verschiedenen Sendungen thematisch gebündelt werden. Dazu wurden neue Studio-Moderationen gedreht.
Außerdem gibt es Wissen macht Ah! sowie Mini Ah! als Podcast, in dem die Folgen verfügbar sind, die in der ARD ausgestrahlt werden.

## Spätausgabe
Im August 2006 wurden drei „Spätausgaben“ von Wissen macht Ah! im WDR Fernsehen gesendet. Diese Spätausgaben behandelten „erwachsenere“ Themen und Fragen. Der Sendetermin war 22:00 bzw. 22:15 Uhr, die Episodenlänge betrug 45 statt 25 Minuten. Zusätzlich wurde in jeder Sendung ein prominenter Gast eingeladen. Diese Gäste waren Dolly Buster, Christine Urspruch und Sven Plöger.
Es gibt außerdem einen Pilotfilm mit Franziska Reichenbacher, der im April 2007 auf Einsfestival gesendet wurde.
Fragen waren z. B. Warum hat man eine „Morgenlatte“? oder Wie entsteht ein „Kater“?

## Internationale Ableger
Wissen macht Ah! kann über die Deutsche Welle oder mit Untertiteln über den französischen Sender Canal+ in 138 Ländern, Inseln und Inselgruppen empfangen werden.

### Why? Wei shen me 为什么 (China)
Als Why? Wei shen me 为什么 (chin. warum oder wofür) wird die Sendung seit 2005 auch in China von 35 chinesischen Fernsehsendern ausgestrahlt (Redaktion Fernsehallianz: Shuanghong Huang). In Peking ist dazu ein Teil des Studios nachgebaut worden. Die Filme werden aus dem Deutschen ins Hochchinesische übertragen und von den beiden Moderatoren Chen Huaijie und Chen Yan Xu präsentiert.

### Znaj-kA!Знай-ка!(Russland)
Seit dem 28. September 2007 ist Wissen macht Ah! unter dem Titel Znaj-kA! (russisch für Alleswisser oder Besserwisser) auch in Russland zu sehen. Analog zur chinesischen Version werden die Einspielerfilme aus dem Deutschen ins Russische übertragen, die Moderatoren Oleg Bilik und Vera Charkova arbeiten in einem nachgebauten Ah!-Studio in Moskau. Die Sendung läuft im staatlichen russischen Jugendkanal Bibigon.

## Auszeichnungen
- Grimme Online Award 2009: „Publikumspreis“ für die Internetseite wissenmachtah.de
- Institutionenpreis Deutsche Sprache 2021